# Arrondissement Le Havre
Das Arrondissement Le Havre (frz.: Arrondissement du Havre) ist eine Verwaltungseinheit des französischen Départements Seine-Maritime innerhalb der Region Normandie. Verwaltungssitz (Unterpräfektur) ist Le Havre.

## Kantone
Das Arrondissement untergliedert sich in 12 Kantone:
- Bolbec
- Fécamp
- Le Havre-1
- Le Havre-2
- Le Havre-3
- Le Havre-4
- Le Havre-5
- Le Havre-6
- Notre-Dame-de-Gravenchon (mit 9 von 21 Gemeinden)
- Octeville-sur-Mer
- Saint-Romain-de-Colbosc
- Saint-Valery-en-Caux (mit 9 von 71 Gemeinden)

## Gemeinden
Die Gemeinden des Arrondissements Le Havre sind:
| 1. Alvimare (76002)                      | 2. Ancretteville-sur-Mer (76011)         | 3. Angerville-Bailleul (76012)          | 4. Angerville-la-Martel (76013)      |
| 5. Angerville-l’Orcher (76014)           | 6. Anglesqueville-l’Esneval (76017)      | 7. Annouville-Vilmesnil (76021)         | 8. Auberville-la-Renault (76033)     |
| 9. Beaurepaire (76064)                   | 10. Bec-de-Mortagne (76068)              | 11. Bénarville (76076)                  | 12. Bénouville (76079)               |
| 13. Bernières (76082)                    | 14. Beuzeville-la-Grenier (76090)        | 15. Beuzevillette (76092)               | 16. Bolbec (76114)                   |
| 17. Bolleville (76115)                   | 18. Bordeaux-Saint-Clair (76117)         | 19. Bornambusc (76118)                  | 20. Bréauté (76141)                  |
| 21. Bretteville-du-Grand-Caux (76143)    | 22. Cauville-sur-Mer (76167)             | 23. La Cerlangue (76169)                | 24. Cléville (76181)                 |
| 25. Cliponville (76182)                  | 26. Colleville (76183)                   | 27. Contremoulins (76187)               | 28. Criquebeuf-en-Caux (76194)       |
| 29. Criquetot-le-Mauconduit (76195)      | 30. Criquetot-l’Esneval (76196)          | 31. Cuverville (76206)                  | 32. Daubeuf-Serville (76213)         |
| 33. Écrainville (76224)                  | 34. Écretteville-sur-Mer (76226)         | 35. Életot (76232)                      | 36. Envronville (76236)              |
| 37. Épouville (76238)                    | 38. Épretot (76239)                      | 39. Épreville (76240)                   | 40. Étainhus (76250)                 |
| 41. Étretat (76254)                      | 42. Fécamp (76259)                       | 43. Fongueusemare (76268)               | 44. Fontaine-la-Mallet (76270)       |
| 45. Fontenay (76275)                     | 46. Foucart (76279)                      | 47. La Frénaye (76281)                  | 48. Froberville (76291)              |
| 49. Gainneville (76296)                  | 50. Ganzeville (76298)                   | 51. Gerponville (76299)                 | 52. Gerville (76300)                 |
| 53. Goderville (76302)                   | 54. Gommerville (76303)                  | 55. Gonfreville-Caillot (76304)         | 56. Gonfreville-l’Orcher (76305)     |
| 57. Gonneville-la-Mallet (76307)         | 58. Graimbouville (76314)                | 59. Grainville-Ymauville (76317)        | 60. Grand-Camp (76318)               |
| 61. Gruchet-le-Valasse (76329)           | 62. Harfleur (76341)                     | 63. Hattenville (76342)                 | 64. Le Havre (76351)                 |
| 65. Hermeville (76357)                   | 66. Heuqueville (76361)                  | 67. Houquetot (76368)                   | 68. Lanquetot (76382)                |
| 69. Lillebonne (76384)                   | 70. Limpiville (76386)                   | 71. Lintot (76388)                      | 72. Les Loges (76390)                |
| 73. Manéglise (76404)                    | 74. Maniquerville (76406)                | 75. Manneville-la-Goupil (76408)        | 76. Mannevillette (76409)            |
| 77. Mélamare (76421)                     | 78. Mentheville (76425)                  | 79. Mirville (76439)                    | 80. Montivilliers (76447)            |
| 81. Nointot (76468)                      | 82. Norville (76471)                     | 83. Notre-Dame-du-Bec (76477)           | 84. Octeville-sur-Mer (76481)        |
| 85. Oudalle (76489)                      | 86. Parc-d’Anxtot (76494)                | 87. Petiville (76499)                   | 88. Pierrefiques (76501)             |
| 89. Port-Jérôme-sur-Seine (76476)        | 90. La Poterie-Cap-d’Antifer (76508)     | 91. Raffetot (76518)                    | 92. La Remuée (76522)                |
| 93. Riville (76529)                      | 94. Rogerville (76533)                   | 95. Rolleville (76534)                  | 96. Rouville (76543)                 |
| 97. Sainneville (76551)                  | 98. Saint-Antoine-la-Forêt (76556)       | 99. Saint-Aubin-Routot (76563)          | 100. Saint-Eustache-la-Forêt (76576) |
| 101. Saint-Gilles-de-la-Neuville (76586) | 102. Saint-Jean-de-Folleville (76592)    | 103. Saint-Jean-de-la-Neuville (76593)  | 104. Saint-Jouin-Bruneval (76595)    |
| 105. Saint-Laurent-de-Brèvedent (76596)  | 106. Saint-Léonard (76600)               | 107. Saint-Maclou-la-Brière (76603)     | 108. Saint-Martin-du-Bec (76615)     |
| 109. Saint-Martin-du-Manoir (76616)      | 110. Saint-Maurice-d’Ételan (76622)      | 111. Saint-Nicolas-de-la-Taille (76627) | 112. Saint-Pierre-en-Port (76637)    |
| 113. Saint-Romain-de-Colbosc (76647)     | 114. Saint-Sauveur-d’Émalleville (76650) | 115. Saint-Vigor-d’Ymonville (76657)    | 116. Saint-Vincent-Cramesnil (76658) |
| 117. Sainte-Adresse (76552)              | 118. Sainte-Hélène-Bondeville (76587)    | 119. Sainte-Marie-au-Bosc (76609)       | 120. Sandouville (76660)             |
| 121. Sassetot-le-Mauconduit (76663)      | 122. Sausseuzemare-en-Caux (76669)       | 123. Senneville-sur-Fécamp (76670)      | 124. Sorquainville (76680)           |
| 125. Tancarville (76684)                 | 126. Terres-de-Caux (76258)              | 127. Thérouldeville (76685)             | 128. Theuville-aux-Maillots (76686)  |
| 129. Thiergeville (76688)                | 130. Thiétreville (76689)                | 131. Le Tilleul (76693)                 | 132. Tocqueville-les-Murs (76695)    |
| 133. Tourville-les-Ifs (76706)           | 134. Toussaint (76708)                   | 135. Trémauville (76710)                | 136. La Trinité-du-Mont (76712)      |
| 137. Les Trois-Pierres (76714)           | 138. Trouville (76715)                   | 139. Turretot (76716)                   | 140. Valmont (76719)                 |
| 141. Vattetot-sous-Beaumont (76725)      | 142. Vattetot-sur-Mer (76726)            | 143. Vergetot (76734)                   | 144. Villainville (76741)            |
| 145. Vinnemerville (76746)               | 146. Virville (76747)                    | 147. Yébleron (76751)                   | 148. Yport (76754)                   |
| 149. Ypreville-Biville (76755)           |                                          |                                         |                                      |

## Neuordnung der Arrondissements 2017

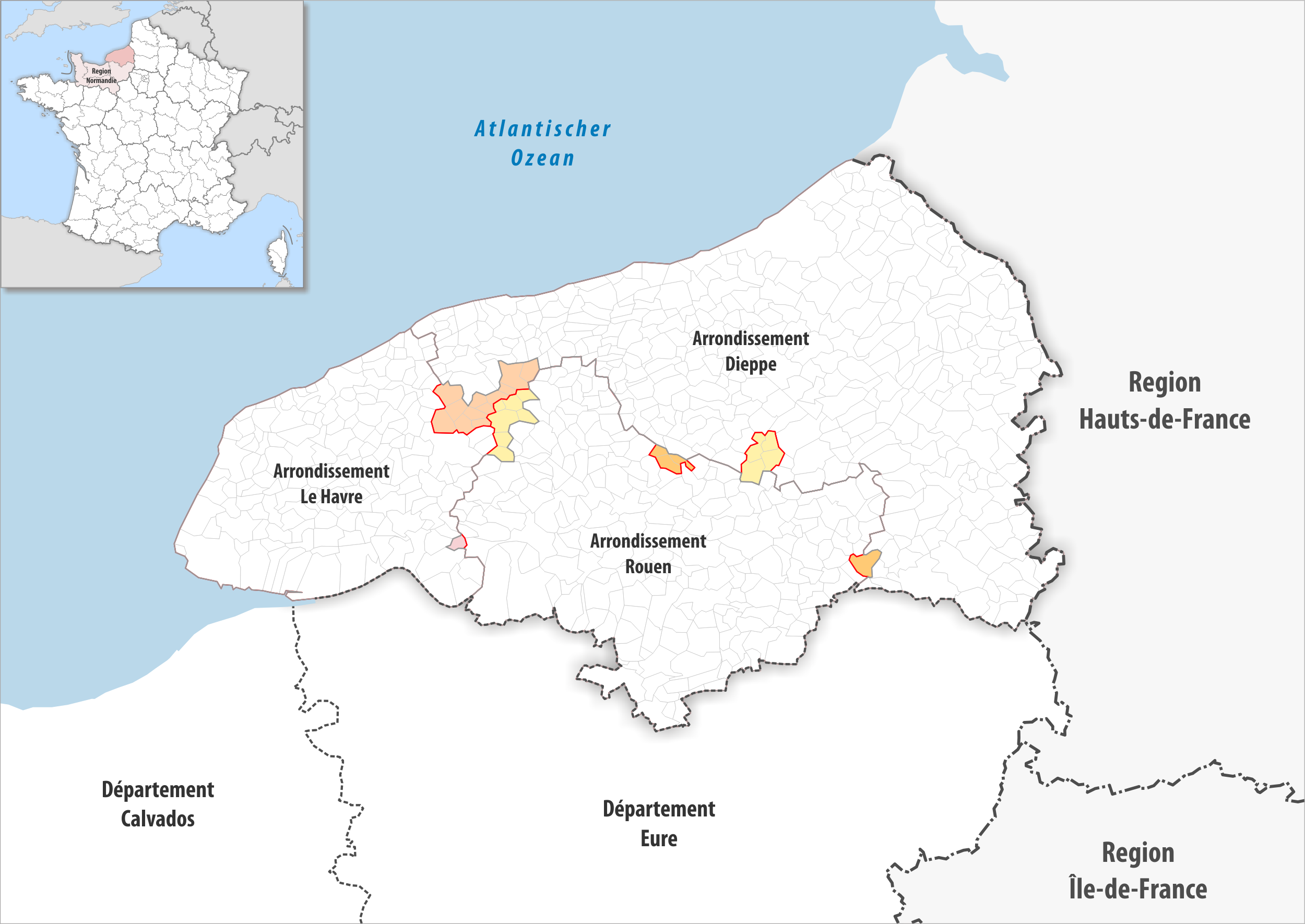
Arrondissementsanpassungen im Jahr 2017

Durch die Neuordnung der Arrondissements im Jahr 2017 wurden aus dem Arrondissement Le Havre die Fläche der zwölf Gemeinden Ancourteville-sur-Héricourt, Beuzeville-la-Guérard, Cleuville, Le Hanouard, Hautot-l’Auvray, Normanville, Oherville, Ourville-en-Caux, Saint-Vaast-Dieppedalle, Sommesnil, Thiouville und Veauville-lès-Quelles dem Arrondissement Dieppe sowie die Fläche der sieben Gemeinden Anvéville, Carville-Pot-de-Fer, Hautot-le-Vatois, Héricourt-en-Caux, Robertot, Rocquefort und Routes dem Arrondissement Rouen zugewiesen.
Dafür wechselte die Fläche der ehemaligen Gemeinde Touffreville-la-Cable vom Arrondissement Rouen zum Arrondissement Le Havre.

## Ehemalige Gemeinden seit der landesweiten Neuordnung der Kantone
bis 2015:
Auberville-la-Campagne, Notre-Dame-de-Gravenchon, Triquerville
bis 2016:
Auzouville-Auberbosc, Bennetot, Bermonville, Fauville-en-Caux, Ricarville, Saint-Pierre-Lavis, Sainte-Marguerite-sur-Fauville
- Karte mit allen verlinkten Seiten:
- OSM |
- WikiMap